# Dede Gardner
Dede Gardner é uma produtora estadunidense, atual presidente da Plan B Entertainment. Foi indicado ao Oscar de melhor filme pela realização dos filmes The Tree of Life, Selma, The Big Short, Moonlight e 12 Years a Slave; estes dois últimos lhe renderam a estatueta.

## Prêmios e indicações
Academia de Artes e Ciências Cinematográficas
- Indicado: Oscar de melhor filme, por Women Talking;[4]
- Indicado: Oscar de melhor filme, por Vice;[5]
- Venceu: Oscar de melhor filme, por Moonlight;[6]
- Indicado: Oscar de melhor filme, por The Big Short;
- Indicado: Oscar de melhor filme, por Selma;
- Venceu: Oscar de melhor filme, por 12 Years a Slave;[7]
- Indicado: Oscar de melhor filme, por The Tree of Life;
- Indicado: Oscar de melhor filme, por Nickel Boys

Prémios da Academia Britânica de Cinema
- Indicado: BAFTA de melhor filme, por Moonlight;[8]
- Indicado: BAFTA de melhor filme, por The Big Short;[9]
- Venceu: BAFTA de melhor filme, por 12 Years a Slave;[10]

Sindicato dos Produtores da América
- Venceu: Prêmio David O. Selznick pelo Conjunto da Obra;[11]
- Indicado: Prêmio Darryl F. Zanuck de melhor filme, por Moonlight.[12]